# Botanophila cylindrica
Botanophila cylindrica är en tvåvingeart som beskrevs av Masayoshi Suwa 1998. Botanophila cylindrica ingår i släktet Botanophila och familjen blomsterflugor. Inga underarter finns listade i Catalogue of Life.